# Малахайтари
Малахайтари (также Малахай-Тари) — река в России, протекает по территории Таймырского Долгано-Ненецкого района Красноярского края. Левая составляющая реки Бикада-Нгуома.  Длина реки составляет 192 км (от истока Муруптуматари — 231 км). Площадь водосборного бассейна — немногим менее 8170 км².
Исток находится в горах Бырранга в восточной части полуострова Таймыр, к юго-западу от верховий реки Неизвестной, на высоте более 358 м над уровнем моря. Течёт преимущественно на юго-запад в широкой речной долине, вначале по горной, затем по арктической тундре. Для реки характерны многочисленные шиверы, перекаты и осерёдки. Берега часто заболочены. В низовьях реки большое количество некрупных озёр. Сливаясь с рекой Нюнькаракутари, образует реку Бикада-Нгуома. В нижнем течении ширина реки достигает 156 м при глубине 1,2 м, скорость течения — 0,8 м/с. Постоянные поселения на реке отсутствуют.

## Основные притоки
Указаны поименованные притоки длиной 30 км и более
| Название      | Расстояние от устья | Длина | Положение |
| ------------- | ------------------- | ----- | --------- |
| Муруптуматари | 14                  | 217   | левый     |
| Русская       | 59                  | 33    | левый     |
| Ледниковая    | 105                 | 70    | правый    |
| Марипта-Тари  | 111                 | 79    | левый     |
| Холодная      | 142                 | 31    | правый    |

## Данные водного реестра
По данным государственного водного реестра России и геоинформационной системы водохозяйственного районирования территории РФ, подготовленной Федеральным агентством водных ресурсов:
- Бассейновый округ — Енисейский
- Речной бассейн — Нижняя Таймыра
- Речной подбассейн — нет
- Водохозяйственный участок — Нижняя Таймыра (включая озеро Таймыр) и другие реки бассейна Карского моря от западной границы бассейна реки Каменная до мыса Прончищева
- Код водного объекта — 17030000112116100140355